# Тілопо лусонський
Тілопо лусонський (Ptilinopus marchei) — вид голубоподібних птахів родини голубових (Columbidae). Ендемік Філіппін.

## Опис
Довжина птаха становить 40 см. Голова червонувато-рожева, на скронях великі чорні плями. Шия, горло і верхня частина груде білуваті, нижня частина грудей і живіт білі. На горлі і грудях велики пляма, зверху оранжева, знизу червона. Гузка жовтувато-коричнева із зеленими смужками. Верхня частина тіла чорнувата із темно-зеленим відблиском. На крилах яскраво-малинові плями. Надхвістя і хвіст темно-зелені, ні кінці хвостасвітла смуга. Дзьоб червоний, на кінці жовтий. Лапи червоні. У самиць верхня частина тіла зеленуватіша, ніж у самців.

## Поширення і екологія
Лусонські тілопо є ендеміками острова Лусон. Вони живуть у рівнинних і гірських вологих тропічних лісах. Зустрічаються на висоті від 450 до 1500 м над рівнем моря, хоча якось спостерігалися на висоті 2300 м над рівнем моря. Віддають перевагу первинним тропічним лісам на висоті понад 1000 м над рівнем моря.

## Поведінка
Лусонські тілопо живуть поодинці або парами, іноді утворюють невеликі зграйки. Живляться плодами.

## Збереження
МСОП класифікує цей вид як вразливий. За оцінками дослідників, популяція лусонських тілопо становить від 3500 до 15000 птахів. Їм загрожує знищення природного середовища. Площа лісів в горах Сьєрра-Мадре зменшилась на 83% з 1930-х років.